# Leo Kunnas

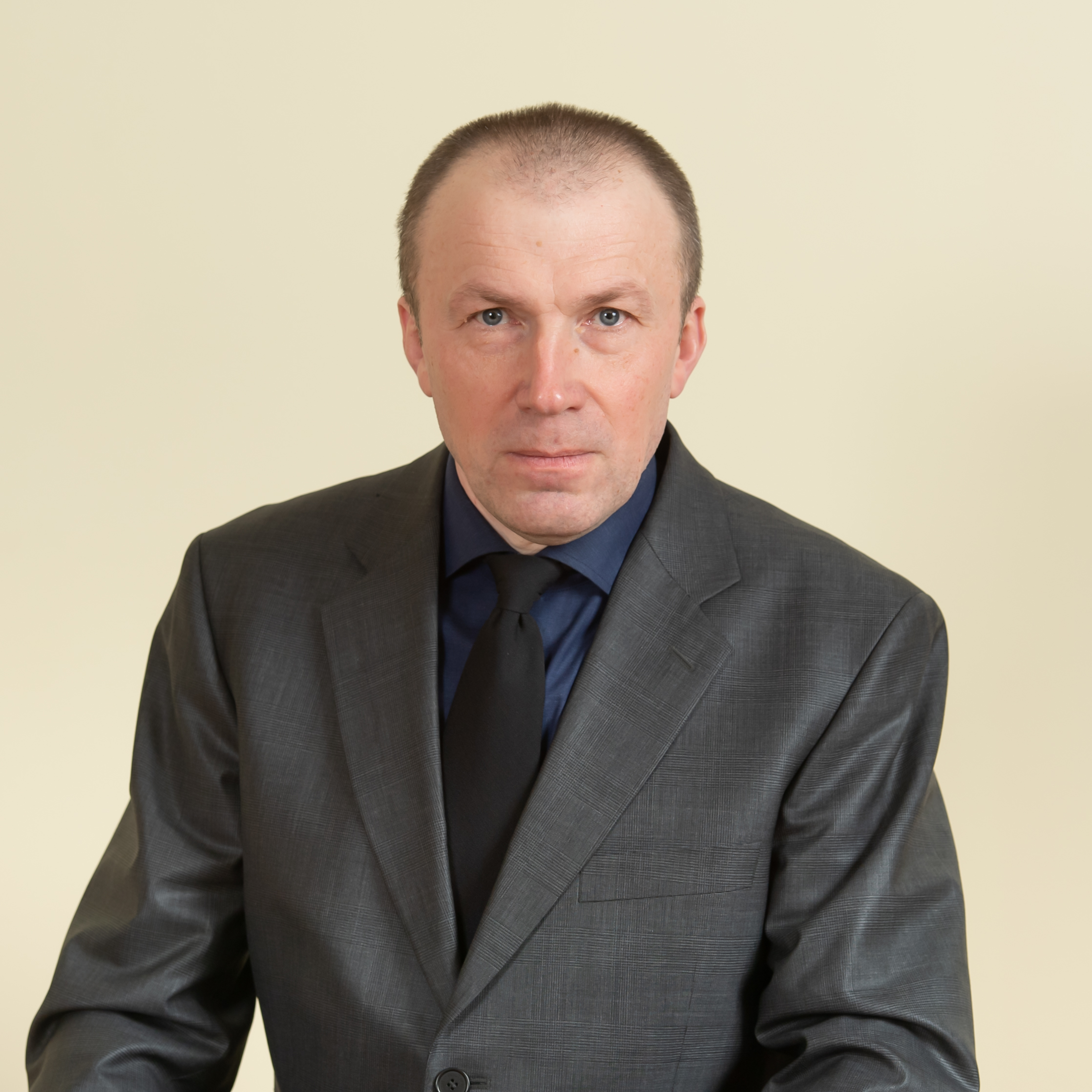
Leo Kunnas en 2019

Leo Kunnas (Kliima, Orava, Estonia; 14 de noviembre de 1967) es un oficial militar estonio y un escritor de ciencia ficción.

## Biografía
Después de graduarse de la Academia Nacional de Defensa de Finlandia en 1994, Kunnas era el comandante de la Escuela de Batalla Fuerzas de Defensa (Meegomäe, Võru). También fue el primer comandante de la Academia Militar de Estonia 1997-1999 (que se encontraba en Tallin en ese momento).
Entre 2003 y 2007, él era el jefe del Departamento de Operaciones de (J3) del Estado Mayor de las Fuerzas Armadas de Estonia, con el rango de teniente coronel. Después de graduarse de la Universidad de Defensa Nacional de EE. UU. (Norfolk, Virginia) se desempeñó en 2005 como oficial de Estado Mayor en la Operación Libertad Iraquí en Bagdad MND-3.BCT.
Kunnas dimitió del servicio activo en el otoño de 2007. La razón de su renuncia fue el tema del cambio de la constitución de Estonia propuesto al parlamento por el presidente Toomas Hendrik Ilves.
Después de su dimisión, ha defendido los siguientes puntos de vista en numerosos artículos:
- Cambiar la Constitución de Estonia sería un grave error. Abolir el papel del Presidente como Comandante Supremo de las Fuerzas de Defensa y dar el papel del ministro de Defensa es peligroso. Este cambio no serviría al control civil de las Fuerzas de Defensa de Estonia, pero le daría a los funcionarios del Ministerio de Defensa un poder ilimitado sobre las Fuerzas de Defensa de Estonia y politizaría a los oficiales y suboficiales.

- Estonia debe estar listo para defenderse con un ejército basado en la reserva bien entrenada en el interior del marco de la OTAN. El punto de la membresía de la OTAN de Estonia es débil debido a la falta de planes militares para defender a los países bálticos, lo que significa que aunque la ayuda con el tiempo vendrá (él no está argumentando sobre el artículo 5), Estonia sería ocupado sin autodefensa creíble. Se refiere a la investigación RAND 2003, Los Estados bálticos y la OTAN.[4]

- Rusia es el factor geopolítico más grave para la seguridad de Estonia, que no será olvidado en los planes de defensa. Argumenta que Estonia debe planear según el peor escenario y esta es la razón por la subida del componente de la reserva de Estonia hasta los 40 000 reservistas (estructura operativa en tiempos de guerra se encuentra actualmente en alrededor de 16 000).

- El MOD estonio no ha hecho nada para desarrollar la capacidad de autodefensa creíble y está concentrándose sólo en las misiones internacionales.

La reacción de los círculos de la sociedad y del gobierno de Estonia es de naturaleza dual. Por un lado, el teniente general (retirado) Johannes Kert piensa que Leo Kunnas es una de las muy pocas personas en Estonia que tiene la visión analítica y muy clara de los temas de defensa de Estonia.Los funcionarios estonios del Ministerio de Defensa (y especialmente el exministro de Defensa, Jürgen Ligi) están firmemente en contra de las opiniones de Kunnas.

## Educación
Leo Kunnas ha estudiado la historia, la filosofía y la política en las siguientes universidades:
- 1989-1991 - Instituto Humanitario Estonio
- 1991 - Universidad de Helsinki

Educación militar:
- 1992-1994 Academia de Defensa Nacional de Finlandia - 1.Curso Oficial de Estonia
- 2001-2002 Academia de Defensa Nacional de Finlandia - Curso de Oficial Personal Superior
- 2005 Universidad Nacional de Defensa de EE. UU. (Norfolk, Virginia)

## Carrera militar

### Ejército de Tierra estonio
- 1992 Alférez
- 1994 Subteniente
- 1995 Teniente
- 1997 Capitán (en tierra y aire)
- 1999 Comandante
- 2003 Teniente Coronel

## Actividad extraprofesional

### Novelas
- 1990 - "Kustumatu valguse maailm" ( The World of the Eternal Light)
- 2001 - "Sõdurjumala teener" (Servant of the Soldier God)
- 2008 - "Gort Ashryn" I osa "Enne viimast sõda"
- 2009 - "Gort Ashryn" II osa "Sõda"
- 2010 - "Gort Ashryn" III osa "Rahu"
- 2016 - "Sõda 2023. Taavet. Koljat." (Guerra 2023. David. Goliat.)

### Historias documentales
- 2006 - "Viiv pikas sõjas" (A Moment in the Long War - algunas partes están disponibles en línea[8])

### Artículos y entrevistas en periódicos estonios
- "Põhiseaduslik korratus ilma kaitseväe juhatajata" (The Constitutional Disorder without the Commander of Estonian Defence Forces)- Postimees 03.10.2007[9]
- "NATO nõrgeneb - mida teha?" (NATO is weakening - what to should be done?) - Eesti Päevaleht 28.11.07[10]
- "Eesti 2007: Pyrrhose võit" (Estonia 2007: Phyrros Victory) - Eesti Päevaleht 31.12.07[11]
- "Lõiv õhukesele riigile" (The idea of "thin" state) - Eesti Päevaleht 29.01.08[12]
- "35 viga iseseisva kaitsevõime ülesehitamisel" (35 Mistakes of building up the Estonian Military Capabilities) - Eesti Ekspress 07.02.2008[13]
- "Eesti: raua ja verega sündinud riik" (Estonia: State that has born from Iron and Blood) - Eesti Päevaleht 21.02.08[14]
- "Läti saatuslik valik" (The Fatal Choice of Latvia) - "Eesti Päevaleht" 06.03.2008[15]
- "Eesti kui A-grupi potensiaalne konfliktikolle" (Estonia as the A-Group conflict centre) - "Eesti Päevaleht" 08.04.2008.[16]
- "Riigikaitse juriidiline rägastik" (Juridical Maze of Estonian Defence) - "Eesti Päevaleht" 20.04.2008.[17]
- "Müüt rahuaja kaitseväest" (Myth of the peace-time army) - "Eesti Päevaleht" 22.04.2008.[18]
- "Kaitsekulutuste suurendamine: mille arvelt?" (How to raise defence expenditures?  ) - "Eesti Päevaleht" 28.07.2008.[19]
- "Leo Kunnas: eestlased peavad oma riiki ise kaitsma." (Estonians shall defend their country oneselves ) - "Postimees" 14.08.2008.[20]

## Datos de interés
A la edad de 16 años, Leo Kunnas fue condenado a una prisión soviética por el cruce de fronteras y de intento de posesión de armas de fuego. Uno de los fiscales era Ain Seppik, un ex comunista y actual político superior de Estonia. Kunnas recuarda en los años de prisión violentos en su novela, The World of the Eternal Light, que ganó el premio anual Looming de 1991.
Su novela "Sõdurjumala teener" (Siervo del Soldado Dios) ganó el segundo premio en el concurso de novela de Estonia de 2000.
En 2007, la Asociación de Periodistas de Estonia anunció su artículo "Eesti 2007: Phyrrose võit" (Eesti Päevaleht,31.12.07) como el mejor artículo de opinión del año.
Su esposa Kaja Kunnas es un periodista. Tienen tres hijos.